# Sevenoaks

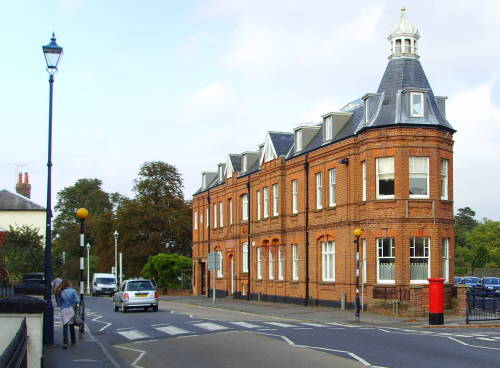
Conservative Club em Sevenoaks

Sevenoaks é uma cidade no condado de Kent, no Sudeste da Inglaterra, e faz parte da região metropolitana de Londres. Tem 18.588 habitantes.